# Ракетни појас
Ракетни појас (лична ракета) је реактивни уређај за пребацивање људи кроз ваздух на краћа растојања.
Први такав уређај је направила компанија Бел Аеросистемс у САД 1961. и демонстриран је у Форт Јустису (Fort Eustis). Састојао се од два ракетна мотора везана појасом за леђа човјека. За гориво је кориштен водоник-супероксид, а правац и висина је подешавана ручним командама. Тежина направе је била 40 kg, а потисак мотора 130 kp.
У даљем развоју су искушани разни концепти, са млазним, ракетним и другим врстама мотора. Данас се користе углавном за егзибиције и експерименте.